# Стійкість суспензії
Стійкість суспензії — здатність суспензії зберігати задану густину у різних по висоті шарах. Безструктурні суспензії, які застосовуються найчастіше в практиці гравітаційного збагачення, є вкрай нестабільними системами. В міру збільшення структуроутворення або підвищення вмісту в ній твердого підвищується і її стійкість.

## Стійкість суспензії при збагаченні корисних копалин
Ступінь стійкості суспензії багато в чому визначає конструкцію збагачувального обладнання, режим і умови його роботи, точність розділення корисної копалини. Підвищення стійкості суспензій може бути досягнуто різними способами: створенням висхідних і горизонтальних потоків; застосуванням обважнювачів визначеного складу; додаванням реагентів-пептизаторів; фізико-механічними впливами.
Метод стабілізації суспензії шляхом створення в робочій зоні сепаратора висхідних і горизонтальних потоків є основним і тому найпоширенішим. Висхідний потік підвищує густину розділення в порівнянні з густиною суспензії, що подається у сепаратор. Тому, щоб не знизити точність розділення, при виборі швидкості висхідного потоку враховують тип сепаратора, склад збагачуваного матеріалу, тип обважнювача.
Стійкість суспензії підвищується при додаванні в неї тонких класів обважнювача і рудних шламів. Іноді додають 1—3 % глинистих матеріалів або застосовують суміш порошків матеріалів різної густини (наприклад, суміш феросиліцію з магнетитом або з піротином).
Підвищення стійкості суспензій при одночасному зниженні їхньої в'язкості на 15–35 % може бути досягнуто застосуванням реагентів-пептизаторів, що знижують ефект «злипаємості» частинок. Найефективніші гексаметафосфат натрію і триполіфосфат натрію. Реагенти-пептизатори застосовують при значному вмісті шламів в суспензіях і при збагаченні в суспензіях підвищеної густини (понад 2000 кг/м3). Вміст реагентів-пептизаторів у суспензії не повинен перевищувати 0,001–0,5 % від маси обважнювача.
Стійкість суспензії може бути підвищена при одночасному зниженні її в'язкості на 30–40 % за рахунок фізико-механічних впливів (наприклад, за рахунок коливань з частотою 5–8 Гц і амплітудою 6–10 мм).